# Solidarité-Union-Coopération
Pour les articles homonymes, voir SUCO.
SUCO - Solidarité Union Coopération est l'un des premiers organismes laïques canadiens de coopération internationale (OCI).

## Historique[1]

### Années 1960: Naissance du SUCO/CUSO
Le 6 juin 1961, à l’instigation des universités, la corporation pancanadienne SUCO/CUSO (pour Service universitaire canadien outre-mer/Canadian University Service Overseas) voit le jour.
Dans un contexte de séparation du monde entre le Nord (« développé ») et le Sud (« sous-développé »), l’objectif de cette organisation est de combler, par l’envoi de personnel, l’écart économique et social entre les deux régions. Des étudiants, des étudiantes et des jeunes professionnels et professionnelles volontaires (médecins, professeurs, techniciens agricoles, etc.) sont donc envoyés à des fins de suppléance et d’assistance technique dans les pays du Sud, dont certains, principalement en Afrique, sont récemment devenus indépendants.
Le SUCO/CUSO compte parmi les premières organisations non-gouvernementales (ONG) canadiennes laïques en coopération internationale. Implanté à Ottawa, il regroupe sept régions administratives, dont deux francophones : le Québec et l’Acadie. Dans chacune d’elles, des comités locaux recrutent les « volontaires. »

#### La décennie du développement international au Canada
Les années 1960 correspondent à la première décennie canadienne de développement international. Auparavant, ce n’était que par l’intermédiaire du Commonwealth que le Canada participait à des programmes de développement.
La création du SUCO/CUSO coïncide avec les premières initiatives canadiennes en coopération internationale. L’Agence canadienne de développement international (ACDI) est d’ailleurs créée en 1968 afin d’administrer cette aide publique au développement.

### Années 1970: Réflexions sur la coopération internationale
Au tournant de la décennie des années 1970, sous l’impulsion  d’anciens et d’anciennes « volontaires », qui sont revenus au pays profondément convaincus qu’il ne suffit pas d’apporter les outils et les connaissances aux populations pour les aider, une réflexion s’amorce sur les causes profondes du sous-développement. L’analyse porte sur les rapports de dépendance qui existent aux niveaux économique, politique et culturel entre les pays en développement et les pays industriels.
Les coopérants et coopérantes ne sont plus uniquement des « aidants » mais des gens qui apprennent au contact des populations. Un lien structurel se tisse entre le Nord et le Sud, et mène à la réévaluation des pratiques de coopération. 

#### De l’aide à la solidarité internationale
Le SUCO se réoriente pour jouer un rôle plus efficace dans le champ de la solidarité internationale, cet « échange où chacun apprend au contact de l’autre. »
La nécessité de s’impliquer dans la sensibilisation et l’éducation du public canadien aux réalités de la coopération internationale s’impose et devient même une priorité des dix bureaux locaux du SUCO Québec/Acadie (Alma, Chicoutimi, Hull, Moncton, Montréal, Québec, Rouyn-Noranda, Saint-Hyacinthe, Sherbrooke et Trois-Rivières). Dans cette optique, le SUCO participe activement à la création de l’Association québécoise des organismes de coopération internationale (AQOCI) en 1976.
À partir de là, l’action du SUCO se divise en deux champs d’activités : le soutien aux populations d’outre-mer et la sensibilisation des Canadiens francophones, destinée à mieux faire connaître la réalité et les luttes des pays en développement. Cette double orientation se traduit entre 1978 et 1980 par une diminution de volontaires à l’étranger.
Sur le terrain, le SUCO se rapproche des populations, et particulièrement celles des milieux ruraux et urbains défavorisés, et appuie des initiatives locales d’auto-développement qui visent une autosuffisance. Les partenaires locaux des pays dans lesquels intervient le SUCO insistent sur le fait que la notion de développement devrait signifier un progrès social, culturel et politique. Ils demandent l’appui de l’organisation dans leurs revendications : réforme agraire, respect des droits humains, justice, paix, égalité entre les femmes et les hommes, démocratie, participation, intégrité culturelle, droit à la santé et à l’éducation, etc.

#### Une politisation des actions
Le contexte politique mondial aidant (guerre controversée du Viêt Nam, révolution culturelle en Chine, prise du pouvoir d’Allende au Chili, mouvements de libération en Afrique australe, etc.), les membres du SUCO Québec/Acadie radicalisent leur analyse de la situation des pays du Sud.
Aux universitaires, membres traditionnels de l’organisation, se substituent des personnes qui ont développé une pratique de solidarité et qui sont liées au mouvement populaire québécois, notamment les syndicats, les groupes féministes et les regroupements communautaires. Les campagnes de sensibilisation du public portent alors sur le respect de la souveraineté nationale, sur les impacts qu’ont les entreprises transnationales et sur l’exploitation des ressources naturelles dans les pays dits du « tiers monde. »
Cette nouvelle approche accentue des tensions apparues dès les années 1960 entre le SUCO et son pendant anglophone, le CUSO (en). Au cœur de ces différends, se trouvent leurs conceptions de la coopération internationale.

### Années 1980: Nouveau départ pour SUCO
Incapables de résoudre leurs divergences, le SUCO et le CUSO se séparent en 1981.
Dans ce cadre, le SUCO redéfinit ses orientations. D’organisme d’aide, il devient un organisme d’appui politique, technique et social aux partenaires locaux du Sud.
La dénomination Service universitaire canadien outre-mer est également abandonnée pour ne conserver que le sigle SUCO, auquel un nouveau sens est donné : Solidarité Union Coopération (nouvelle appellation adoptée par SUCO en 1996, lors des activités du 35e anniversaire). En effet, l’organisation ne se concentre plus seulement sur l’envoi d’universitaires et cherche à orienter ses actions vers une solidarité internationale.

#### La crise du financement
Cette démarche ne plaît pas à l’ACDI, peu encline à encourager des mouvements jugés trop militants. En 1983, le bailleur de fonds canadien ne renouvelle pas son soutien financier à la nouvelle organisation. Cette décision contraindra SUCO à réduire drastiquement ses bureaux régionaux (de 10 à 2), son personnel (de 45 à 5 personnes) et ses pays d’intervention (de 22 à 5).

#### La sortie de crise
C’est grâce au soutien de ses partenaires québécois et étrangers que l’organisation parvient toutefois à traverser cette crise financière. De cette période difficile, naissent, entre autres, une banque de 12 000 donateurs et donatrices, qui appuient encore aujourd’hui ses activités, et une nouvelle approche en matière de coopération internationale.
Marie-Claude Nadeau et Joseph Giguère, coopérants au Pérou de 1982 à 1985, initient la solidarité directe. Le but de cette méthode, qui se veut « un pont entre la réalité d’ici et d’ailleurs » est de diminuer le nombre d’intermédiaires entre les intervenants et intervenantes du Québec et de l’étranger.
L’organisation choisit finalement d’avoir une approche moins radicale et l’ACDI recommence à contribuer à son budget en 1988.

### Années 1990: Renforcement des acquis
De 1961 à 1990, SUCO acquiert plusieurs méthodes d’intervention qui se concrétisent en améliorations réelles pour les communautés où l’organisation intervient. L’intérêt pour la culture populaire de leur pays d’accueil permet aux volontaires de privilégier des projets en lien avec les préoccupations de chaque communauté.
En Amérique centrale, les paysans et paysannes luttent pour le droit à la terre et subissent les conséquences de graves inondations. Avec la montée du concept de développement durable, SUCO s’implique davantage dans la gestion responsable et durable des ressources agroalimentaires.
Au Nicaragua, malgré la guerre civile, l’organisation travaille avec des coopératives agricoles, notamment de femmes productrices. En 1994, est mise sur pied la démarche El Machete Verde, vaste programme de formation en agroenvironnement accompagné d’un manuel du même nom.
Au Mali, SUCO choisit d’appuyer une initiative populaire visant la démocratisation des institutions maliennes. Les partenaires et les volontaires de SUCO travaillent avec des associations villageoises, en obtenant le consentement des autorités traditionnelles, afin de former les gens dans les villages aux principes de la démocratie. Un livre, intitulé Sur les petites routes de la démocratie, sera rédigé à partir de cette expérience malienne.

### Années 2000: Développement local et agroenvironnement
Au début des années 2000, SUCO définit deux approches : l’approche de développement local et l’approche agroenvironnementale. Toutes deux visent avant tout le renforcement des capacités d’agir des populations afin qu’elles puissent prendre en main et participer activement à leur développement.
Les activités de SUCO se diversifient. En plus de l’envoi de volontaires à l’étranger, le financement de projets de partenaires locaux se développe et des stages de coopération internationale sont dorénavant offerts.

#### Le renforcement de l’approche agroenvironnementale
Constatant que son expertise en agriculture peut y être pertinente, SUCO se rend en Haïti en 2001. Sur place, elle réalise que la démarche de formation El Machete Verde peut aussi s’appliquer à l’environnement haïtien. Le manuel est alors adapté pour l’agriculture haïtienne et traduit en créole sous le nom de Djakout Peyizan.
L’initiative s’avèrera d’autant plus pertinente à la suite du séisme de janvier 2010 puisqu'elle permet de mobiliser les paysans et paysannes autour d’activités agricoles nécessaires à leur sécurité alimentaire, ce qui  améliore de façon durable leurs conditions de vie.
Les deux outils de formation servent à la mise sur pied d’un vaste de programme de formation en agroenvironnement. Par celui-ci, SUCO vise la souveraineté alimentaire des communautés en situation d’insécurité alimentaire et particulièrement vulnérables aux conséquences des changements climatiques.
En lien direct avec le travail réalisé au Nicaragua depuis une dizaine d’années, SUCO décide, en 2004, d’intervenir dans le pays voisin, soit le Honduras, à l'aide du El Machete Verde. Depuis, elle y appuie des organisations du milieu rural qui accompagnent les familles paysannes dans leurs efforts d’amélioration de leur production agricole et de protection de leur environnement.

## Mission
SUCO s’est donné pour mission de :
- favoriser une meilleure contribution et emprise des populations défavorisées sur leur développement par le renforcement des capacités et appuyer l’instauration d’une démocratie participative, dans le respect des personnes et de leur environnement ;
- contribuer à l’engagement des populations canadiennes dans des actions de solidarité par une meilleure connaissance des réalités et des enjeux du développement international.

SUCO intervient principalement par un accompagnement technique et une assistance financière auprès des communautés locales d’Afrique de l’Ouest, d’Amérique centrale et du Sud, et des Caraïbes.

## Pays d'intervention

### SUCO/CUSO
| Décennie | Pays |
| -------- | --- |
| 1960     | Antigua, Bolivie, Bruneï, Burundi, Cameroun, Carriacou, Chili, Colombie, Congo, Côte d’Ivoire, Dominique, Équateur, Éthiopie, Ghana, Grand Cayman, Grenade, Guinée, Guyane, Haute-Volta, Inde, Jamaïque, Kenya, Barbade, Madagascar, Malawi, Mali, Montserrat, Nigéria, Ouganda, Pérou, Rwanda, Sabah, Sainte-Lucie, Saint-Vincent, Sarawak, Sierra Leone, Singapour, Tanzanie, Tchad, Thaïlande, Tobago, Togo, Tunisie, Trinidad, Zambie |
| 1970     | Algérie, Bolivie, Burundi, Cameroun, Chili, Colombie, Côte d’Ivoire, Équateur, Gabon, Ghana, Guinée, Haute-Volta (Burkina Faso), Libéria, Madagascar, Mali, Nicaragua, Niger, Nigéria, Pérou, Rwanda, Sénégal, Tchad, Togo, Tunisie, Zaïre (RDC), Zambie |

### SUCO
| Années | Pays                                                                              |
| ------ | --------------------------------------------------------------------------------- |
| 1980   | Bolivie, Guinée-Bissau, Mali, Mozambique, Nicaragua, Pérou, réfugiés palestiniens |
| 1990   | Cuba, Guatemala, Mali, Nicaragua, Pérou                                           |
| 2000   | Haïti, Honduras, Mali, Nicaragua, Pérou                                           |
| 2010   | Burkina Faso, Haïti, Honduras, Mali, Nicaragua, Pérou, Sénégal                    |

## Réalisations
Depuis 1961, les réalisations de SUCO sont nombreuses et réparties sur la plupart des continents.
Parmi elles, on peut noter la contribution active de l’organisme au jumelage entre la ville québécoise de Sainte-Élisabeth et la ville malienne de Sanankoroba en 1986, ou encore le financement de la construction de moulins à karité dans cette région du Mali en vue de faciliter l’implication des femmes au sein de leur communauté.
Au fil des années, SUCO s’est également dotée d’outils éducatifs. En voici trois :

### El Machete Verde
Le manuel El Machete Verde est une collection de 21 cahiers d’apprentissage de techniques agroenvironnementales, en langue espagnole, qui proposent aux agriculteurs et agricultrices d’intégrer à leurs pratiques coutumières de culture, d’élevage et de foresterie certaines techniques nouvelles capables d’en améliorer le rendement.
Le lancement officiel de la première édition du El Machete Verde a eu lieu en 1994 à l’Université Nationale Agraire (UNA) de Managua au Nicaragua. La paternité de ce document revient à Daniel Gagnon, avec l'appui des techniciens nicaraguayens de l’Union coopérative agricole (UCA) de Teustepe. Cet ingénieur forestier a été recruté, à l’époque, par SUCO pour la réalisation d’un projet d’aménagement de la rivière Malacatoya.
Conçue de manière semblable à une bande dessinée, cette série de cahiers techniques présente des conseils permettant aux paysannes et aux paysans de pratiquer une agriculture plus diversifiée, plus efficace, dans le respect de l’environnement et surtout en prévenant les risques liés aux catastrophes naturelles. L’usage d’illustrations favorise un transfert de connaissances adapté aux limites d’un lecteur qui a des difficultés de lecture, ou qui est souvent analphabète. Généralement intégré à un programme de formation encadré par des spécialistes, ce manuel peut être utilisé par les familles vivant de l’agriculture de manière autonome.
L’usage de cet outil éducatif a été étendu au Honduras après sa seconde édition en 2006.
Exemples de modules d’apprentissage :
- Prevención de desastres causados por fenómenos naturales (Prévention des catastrophes naturelles) / Cahier #2
- Comercialización (Commercialisation) / Cahier #5
- Conservación de suelos (Préservation des sols) / Cahier #8
- Fruticultura (Fruticulture) / Cahier #12
- Plantas medicinales (Plantes médicinales) / Cahier #14
- Crianza de ovejas (Élevage ovin) / Cahier #20

### Sur les petites routes de la démocratie
Ce livre, publié en 1999, relate l’expérience du village de Sanankoroba dans l’apprentissage de la démocratie et de la responsabilité individuelle et collective.
Les auteurs de cette œuvre collective y témoignent des bénéfices d’un projet de coopération coordonné par SUCO.

### Djakout Peyizan
Le manuel Djakout Peyizan est la version haïtienne (c-à-d adapté à l’environnement haïtien et traduit en créole) du manuel El Machete Verde. Il contient 22 modules et est utilisé depuis 2001.
Exemples de modules d’apprentissage :
- Jesyon eksplwatasyon agrikòl (Gestion de l’exploitation agricole) / Cahier #1
- Plantasyon pyebwa ak pye fwi (Plantations forestières) / Cahier #6
- Jaden lakou (Maraîchage) / Cahier #11
- Apikilti (Apiculture) / Cahier #14
- Elvaj bèf (Élevage bovin) / Cahier #17
- Elvaj pwason (Pisciculture) / Cahier #20

## Soutiens publics
Au fil des ans, des personnalités se sont succédé pour soutenir SUCO, en en devenant le porte-parole ou en prenant part à ses projets.
En voici quelques-unes :
| Nom             | Qualité                 | Soutien                                                     | Année     |
| --------------- | ----------------------- | ----------------------------------------------------------- | --------- |
| Michel Mpambara | humoriste               | porte-parole du 50e anniversaire                            | 2011      |
| Lody Auguste    | chanteuse               | participation à l'évènement SUCO pour la Journée des Femmes | 2006      |
| France Castel   | chanteuse et comédienne | porte-parole du 40e anniversaire                            | 2001      |
| Louise Beaudoin | femme politique         | auteure de la préface du dépliant pour le 40e anniversaire  | 2001      |
| Françoise David | femme politique         | coopérante SUCO au Mali                                     | 2000      |
| Amir Khadir     | homme politique         | président du conseil d'administration                       | 2000-2003 |
| Pierre Therrien | animateur               | animation du 35e anniversaire                               | 1996      |
| Marc Favreau    | humoriste               | participation au 35e anniversaire                           | 1996      |
| Vivian Barbot   | femme politique         | coopérante SUCO au Rwanda                                   | 1979-1980 |